# 스티븐 체룬돌로
스티븐 에밀 "스티브" 체룬돌로(Steven Emil "Steve" Cherundolo 1979년 2월 19일 ~)는 미국의 전직 축구 선수이자 현 축구 지도자로 현재 로스앤젤레스 FC의 사령탑을 맡고 있으며 현역 시절 독일 분데스리가의 하노버 96에서 수비수로 활약했다.

## 초기 경력
체룬돌로는 캘리포니아주 샌디에고에서 자랐으며 란초 페냐스키토스의 마운트 카르멜 고등학교를 졸업하였다. 유소년 팀으로는 라 조야 노매드 클럽에 속했으며, 캘리포니아주 챔피언쉽 우승을 여섯 번 경험하였다.
하노버 96으로 건너가기 전, 체룬돌로는 2년동안 포틀랜드 대학교에서 1997년에서 1998년까지 뛰었다. 그의 대학교 1학년 시즌 동안, 그는 서해안 지역 올해의 대학교 1학년생으로 선정되었다.

## 하노버 96
체룬돌로가 하노버 96에 합류하였을 때 소속팀은 2 분데스리가에 속하였었다. 그는 1군자리에 빠르게 올라왔고, 그는 이적 원년에 4경기에 출장하였다. 1999-2000 시즌, 체룬돌로는 주전자리를 확보하고 라이트 백 자리를 확립하였으나, 시즌 중도에 무릎 부상을 당하여 남은 시즌 동안 결장함과 동시에 올림픽 대표팀에 낙마하였다. 그는 이어지는 2000-01 시즌에도 그의 맡은 임무를 수행하며, 10번의 선발을 포함하여 18경기에 출장하였다. 다음 시즌, 그는 34번의 리그 경기중 30번을 주전으로 활약하여 소속팀의 1 분데스리가 승격에 보태었다. 체룬돌로는 2002-03 시즌에도 그의 자리를 유지하였고 33경기에서 주전으로 활약하며 3번의 어시스트를 하였다. 2003-04 시즌, 그는 다시 33번 선발로 출장하였다.
잉글랜드 프리미어리그의 볼턴 원더러스 FC는 2005년에 그를 영입하려 하였으나, 체룬돌로 본인의 거절로 실패하였다. 그는 2007년 여름까지 하노버와 재계약 하였다.
체룬돌로는 하노버의 지도자로 인정받았고, 그는 2010-11 시즌을 앞두고 주장 자리에 올랐다.

## 국가대표 경력
체룬돌로는 분데스리가에서의 성공에 따라 미국 축구 국가대표팀에 차출되었다. 체룬돌로는 1999년 9월 8일에 자메이카 전에서 데뷔전을 치렀다. 그는 2002년 FIFA 월드컵 크리스 아르마스의 부상으로 명단에 올랐지만 그도 또한 훈련 도중 부상을 당함에 따라 낙마하였다. 2005년 CONCACAF 골드컵에서 체룬돌로는 거친 태클에 무릎 부상을 당하여 대회 도중에 하차하였다. 2006년 3월 22일, 체룬돌로는 독일과의 친선전에서 하노버 96의 팀동료와 함께 뛰었다. 그는 1-4로 대패한 이 경기에서 국가대표 첫골을 기록하였다. 2006년 5월 2일, 체룬돌로는 독일에서 개최되는 2006년 FIFA 월드컵의 대표선수로 발탁되었다. 그는 2009년 FIFA 컨페더레이션스컵을 앞두고 부상을 당해 불참하였으나 2009년 CONCACAF 골드컵에서 주장으로 복귀하였다. 체룬돌로는 남아프리카 공화국에서 개최한 2010년 FIFA 월드컵을 위해 차출된 미국의 7명의 수비수들 중 하나였다.

## 사생활
팬들과 팀동료들은 그의 별명인 "돌로"로 부른다. 그는 영어와 독일어를 쓴다. 하노버에 오래 머무른 그는 "하노버 시장"으로 불리기도 한다. 그는 2008년 12월 31일에 맨디 로지에르와 결혼하였다.

## 수상 경력
하노버 96
- 2 분데스리가: 2001-02년

국가대표팀
- CONCACAF 골드컵: 2005년

## 같이 보기
- 원클럽맨 명단